# Ad extirpanda

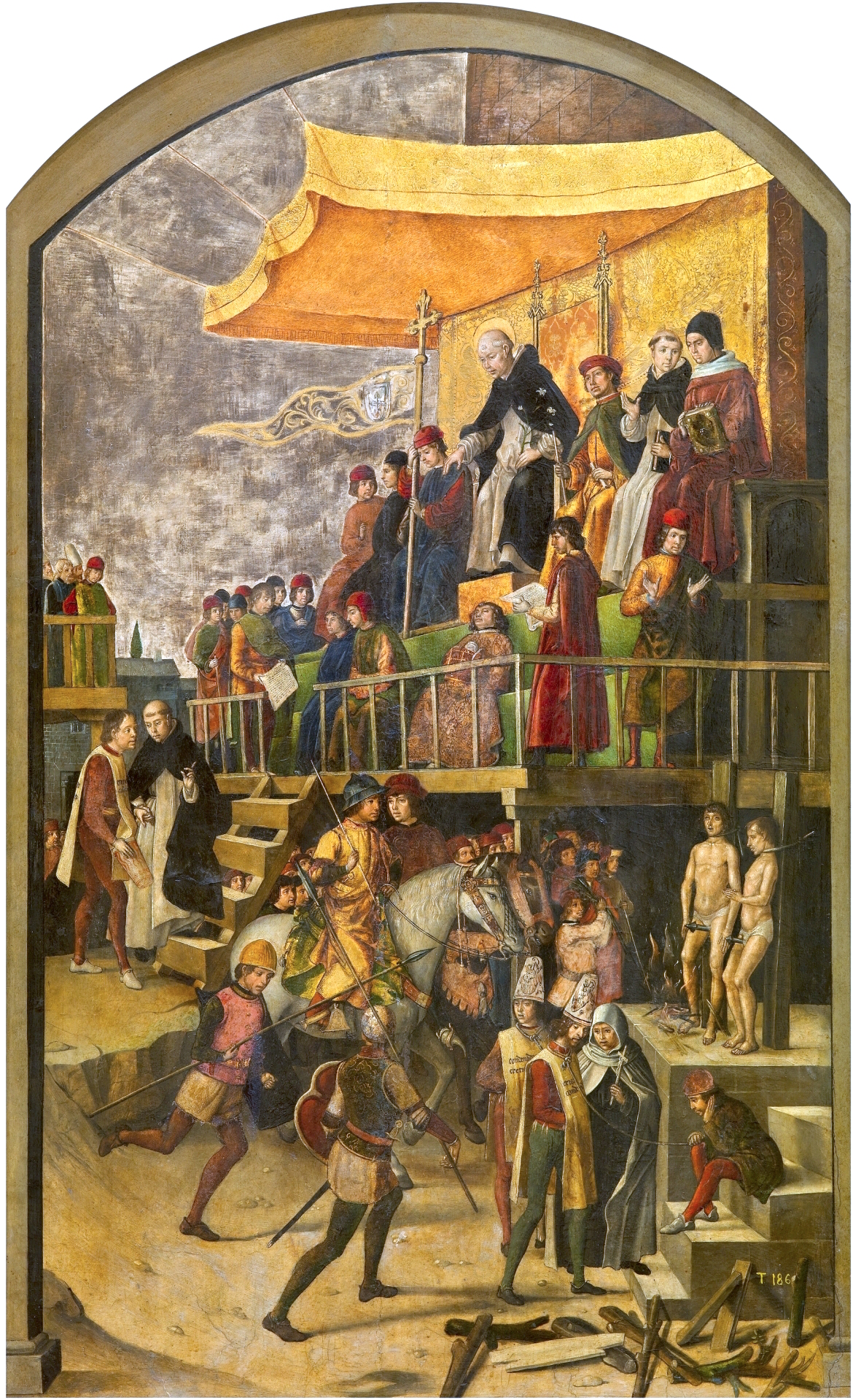
Una representació artística de la Inquisició, mostrant la sentència de mort durant un acte de fe (c. 1495).

La butlla Ad extirpanda va ser promulgada pel papa Innocenci IV el 15 de maig de 1252, sent posteriorment confirmada per Alexandre IV el 30 de novembre de 1259, i per Climent IV el 3 de novembre de 1265.
S'hi decretava que l'heretgia era una raó d'Estat i autoritzava a la Inquisició l'ús de la tortura com a mitjà legítim per a obtenir la confessió dels heretges.
Aquesta butlla va concedir a l'Estat una part dels béns confiscats als heretges trobats culpables.